# Rektor (ksiądz)

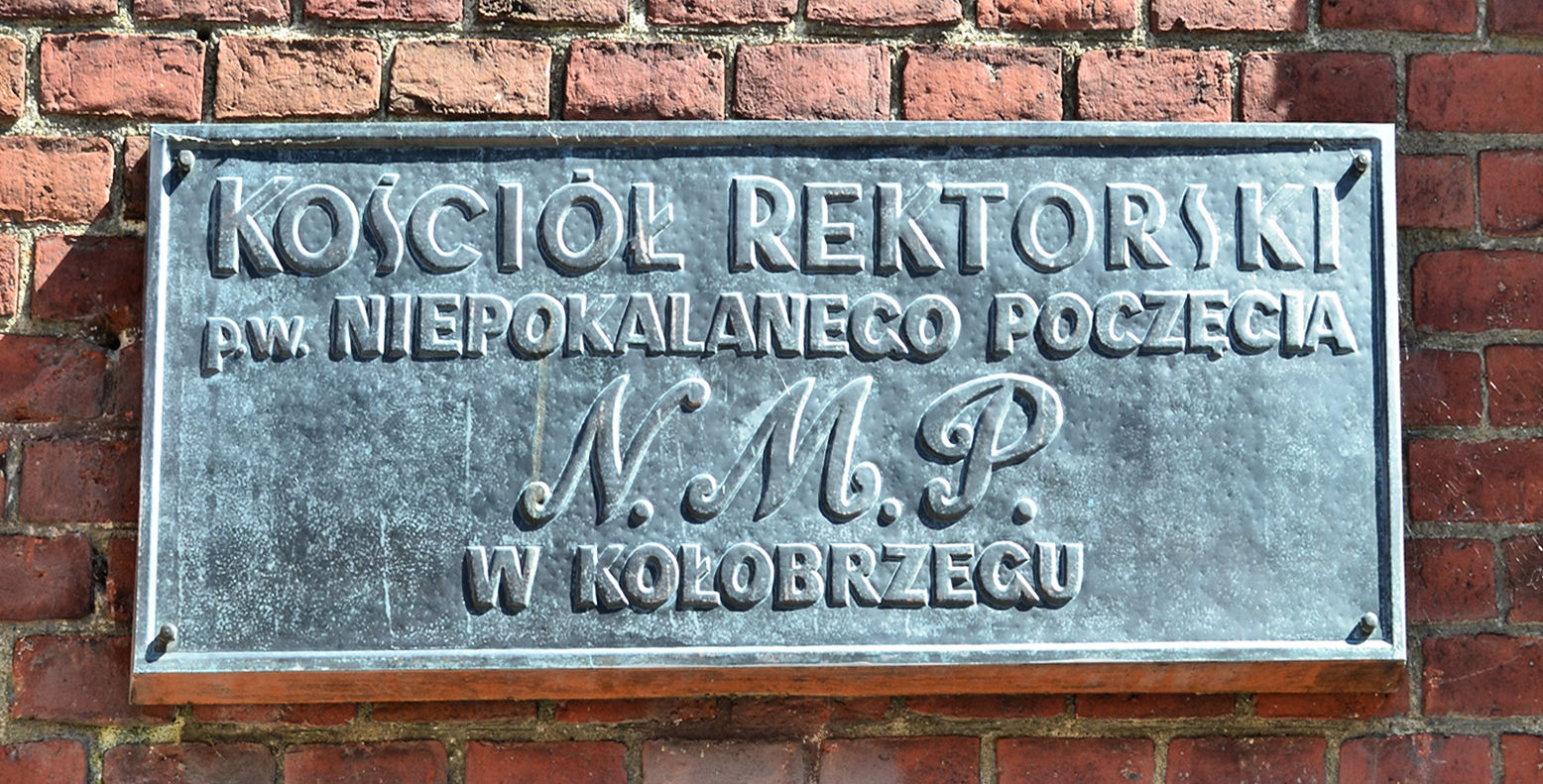
Tablica na kościele rektorskim w Kołobrzegu

Rektor kościoła – duchowny sprawujący opiekę nad kościołem katolickim niebędącym kościołem parafialnym, kapitulnym, przynależącym do domu zakonnego lub do stowarzyszenia życia apostolskiego. Dawniej wobec rektora kościoła używano tytułu kuratus, przy czym miał go również wikariusz, któremu powierzono opiekę nad kościołem filialnym.
Rektora kościoła ustanawia i odwołuje ordynariusz, który poza opieką nad kościołem i sprawowaniem w nim funkcji liturgicznych może powierzyć rektorowi inne obowiązki duszpasterskie lub funkcje.
Bez zgody rektora w podległym mu kościele nie wolno sprawować funkcji liturgicznych. Rektor z kolei nie może wykonywać w swoim kościele funkcji należących do proboszcza (udzielać chrztów, asystować przy zawieraniu małżeństw, odprawiać pogrzebów), chyba że działa w porozumieniu i za zgodą proboszcza parafii, na której terenie znajduje się powierzony kościół.
Funkcję rektora, jego obowiązki i prawa, reguluje Kodeks prawa kanonicznego w kan. 556–562.